# Aulis Sallinen
Aulis Heikki Sallinen, född 9 april 1935 i Salmis, är en finländsk tonsättare.

## Biografi
Sallinen var elev till Aarre Merikanto och Joonas Kokkonen. Han har framför allt skrivit orkester- och kammarmusik och fick Nordiska rådets musikpris 1978 för operan Ryttaren.
År 1960 blev Sallinen konstnärlig ledare för finska radions symfoniorkester.

## Priser och utmärkelser
- 1978 – Nordiska rådets musikpris för operan Ryttaren
- 1979 – Ledamot nr 379 av Kungliga Musikaliska Akademien
- 1984 – Pro Finlandia-medaljen[10]

## Verk

### Operor
- Ratsumies (Ryttaren), op. 32 (1973–74)
- Punainen viiva (Det röda strecket), op. 46 (1976–78)
- Kuningas lähtee Ranskaan (Kungen reser till Frankrike), op.53 (1983)
- Kullervo, op. 61 (1986–88)
- Palatsi (Palatset), op.68 (1991–93)
- Kuningas Lear (Kung Lear), op. 76 (1998–99)
- Borgen i vattnet, (2017)

### Orkesterverk
- Two Mythical Scenes for Orchestra, op. 1 (1956)
- Konsert för kammarorkester, op. 3 (1959–60)
- Mauermusik, op. 7 (1962)
- Variationer för orkester, op. 8 (1963)
- Chorali försymfonisk blåsorkester, op. 22 (1970)
- Symfoni nr 1, op. 24 (1971)
- Symfoni nr 2 Symfonisk dialog för slagverk och orkester, op. 29 (1972)
- Symfoni nr 3, op. 35 (1975)
- Kammarmusik I för stråkorkester, op. 38 (1975)
- Symfoni nr 4, op. 49 (1979)
- Shadows, preludium för orkester, op. 52 (1983)
- Symfoni nr 5 Washington Mosaics, op. 57 (1985)
- From a Schoolchild's Diary, svit för dubbel barnorkester, op. 62 (1989)
- Sunrise Serenade för 2 trumpeter, piano och stråkorkester, op. 63 (1989)
- Symfoni nr 6 From a New Zealand Diary, op. 65 (1989–90)
- Palatsin porteilla, ouvertyr till operan Palatsi, op. 68a (1994)
- Symfoni nr 7 The Dreams of Gandalf, op. 71 (1996)
- Palace Rhapsody för blåsorkester, op. 72 (1996)
- Ouverture Solennel (King Lear), op. 75 (1997)
- Kammarmusik IV för piano och stråkorkester (1964/2000)
- Symfoni nr 8 Autumnal Fragments, op. 81 (2001)
- Kammarmusik VI 3 invitations au voyage för stråkkvartett och stråkorkester, op. 88 (2005–06)
- Konsert för klarinett, viola och kammarorkester, op. 91 (2006–07) [även för klarinett, cello och kammarorkester, op. 91a]
- Kammarmusik VII Cruseliana för blåsarkvintett och stråkorkester, op. 93 (2007–08)
- Kammarmusik VIII Paavo Haavikko In Memoriam för cello och stråkorkester, op. 94 (2008–09)

### Konserter
- Variationer för cello och orkester, op. 5 (1961)
- Violinkonsert, op. 18 (1968)
- Kammarmusik II för altflöjt och stråkorkester, op. 41 (1976)
- Cellokonsert, op. 44 (1976)
- Kammarmusik III The Nocturnal Dances of Don Juanquixote för cello och stråkorkester, op. 58 (1986)
- Flöjtkonsert Harlekiini, op. 70 (1994–95)
- Introduction and Tango Overture för piano och stråkorkester, op. 74b (1997)
- Kammarmusik V Barabbas muunnelmia för accordion och stråkorkester, op. 80 (2000)
- Hornkonsert Campane ed arie, op. 82 (2002)
- Kammarkonsert för violin, piano och stråkorkester, op. 87 (2004–05)
- Konsert för engelskt horn och orkester, op. 97 (2010)
- Viisi naismuotokuvaa ("Five Portraits of Women") för sopran, valthorn och kammarorkester, op. 100 (2012)

### Kammarmusik
- Stråkkvartett nr 1, op. 2 (1958)
- Stråkkvartett nr 2 Canzona, op. 4 (1960)
- Serenadi 1963 för två blåsarkvartetter, op. 9 (1963)
- Quattro per Quattro för oboe/flöjt/klarinett, violin, cello och cembalo, op. 12 (1965)
- Stråkkvartett nr 3 Some Aspects of Peltoniemi Hintrik's Funeral March, op. 19 (1969)
- Quatre études för violin och piano, op.21 (1970)
- Stråkkvartett nr 4 Quiet Songs, op. 25 (1971)
- Vantaa-fanfaari för blåsorkester, op. 27 (1971)
- Metamorphora för cello och piano, op. 34 (1974)
- Stråkkvartett nr 5 Pieces of Mosaic, op. 54 (1983)
- Fanfar för 4 horn, 3 trumpeter, 3 tromboner, 1 tuba och slagverk, op. 59 (1986)
- Echoes from a Play för oboe och stråkkvartett, op. 66 (1990)
- From a Swan Song för cello och piano, op. 67 (1991)
- Pianokvintett ...des morceaux oubliés…, op. 85 (2003–04)
- Cellosonat, op. 86 (2004)
- Mistral Music för flöjt och piano, op. 90 (2006) [även för flöjt och stråkkvartett, op. 90a, 2007]
- Pianokvintett nr 2 Kolme Kullervo-elegiaa, op. 92 (2007)
- Pianotrio Les visions fugitives, op. 96 (2010)
- Don Juanquijoten: Virtuoosinen Pöytämusiikki för cello och piano, op. 98 (2011)
- Baumgesang mit Epilog för cello och piano (2013)
- Stråkkvartett nr 6, op. 103 (2013–14)
- Canti per Vallis Gratiae för piano och orgel (2014)

### Verk för ett instrument
- Elegia Sebastian Knightille för cello, op. 10 (1964)
- Cadenze för violin, op. 13 (1965)
- Notturno för piano, op. 14 (1966)
- Chaconne för orgel, op. 23 (1970)
- Sonata för solo cello, op. 26 (1971)
- Ritornello för violin, op. 36 (1975)
- Canto för violin op. 37 (1975)
- King Lear's Distant War för piano, op. 79 (2000)
- The Sigh of Barabbas för piano, op. 83 (2003)
- Preludium och fuga för accordion, op. 95 (2009) [även för orgel, op. 95b, 2012]
- Tre adagios för orgel, op. 102 (2013)
- Muunnelmi uruil, variationer för orgel, op. 104 (2014)

### Sånger och körverk
- Kolme lyyrillistä laulua kuolemasta (”Tre lyriska sånger om döden”) för baryton, manakör och kammarorkester, op. 6 (1962)
- Två sånger för barn och piano för barnkör och piano, op. 20 (1969)
- Kieliopillinen sarja för barnkör och kammarorkester, op. 28 (1971)
- Neljä laulua unesta för sopran och orkester, op. 30 (1972–73)
- Lauluja mereltä (Songs from the Sea) för barnkör a cappella, op. 33, bygger på finska folksånger och en dikt av the tonsättarens två söner (1974)
- Simppeli Simme ja Hamppari Hamme (”Simple Simon and his Dog”) för baryton och piano, op. 40a (1975) [även för blandad kör, op. 40b, 1977]
- Dies Irae, för sopran, bas, manskör och orkester, op. 47 (1978)
- Mies, ei-mikään, ei-kukaan (”Man, is-nothing, is-no-one”) för baryton och piano, op. 48 (1978)
- Song Around a Song, fyra folksånger på italienska, japanska, finska och engelska för barnkör a cappella, op. 50 (1980)
- Rauta-aika-sarja (”Järnåldern”), svit arrangerad ur musiken till en finsk TV-serie byggd på Kalevala, op. 55 (1983)
- The Beaufort Scale, op. 56 (1984), humoresk för kör a cappella, bygger på Beauforts skala för vindhastighet
- Anthem for Ants för barnkör, op. 60 (1987)
- En del av det hela för blandad kör, op. 64 (1989)
- Elämän ja kuoleman lauluja (”Songs of Life and Death”) för baryton, kör och orkester, op. 69 (1994)
- Hold Fast Your Dreams för barnkör eller gosskör/blandad kör, op. 73 (1996)
- Oluen synty (”The Birth of Ale”) för blandad kör, op. 77 (1999)
- Barabbas dialogeja för sopran, mezzosopran, tenor, basbaryton, berättare och kammarensemble, op. 84 (2002–2003/2023[11])
- Tuulinen talvi Provencessa (Windy Winter in Provence) för tenor, piano, violin och gitarr, op. 89 (2006)
- ...memories, memories...  för barnkör, piano och stråkar, op. 99 (2011)

## Filmmusik
- 1978 – En och en